# Bonte kuifarend
De bonte kuifarend (Spizaetus ornatus) is een roofvogel uit de familie van de havikachtigen die voorkomt in Midden- en Zuid-Amerika.

## Beschrijving
De bonte kuifarend is 58-68 cm lang, de spanwijdte is ongeveer 90 cm tot 120 cm - vrouwtjes zijn groter dan de mannetjes. De volwassen bonte kuifarend is herkenbaar aan de grote kuif en een bruin verenkleed: de rug is donkerbruin, terwijl de kop en de nek kastanjebruin gekleurd zijn. De onderzijde van het lichaam en delen van de staart en vleugels zijn lichtgrijs of wit van kleur. Zowel de vleugels als de staart zijn lang en breed en zo erg geschikt voor het leven in de bossen.

## Leefwijze
Deze soort jaagt meestal vanaf een zitplaats op een uitstekende tak. De belangrijkste prooien van de bonte kuifarend zijn vogels tot de grootte van kwartels, papegaaien en kleine reigers. Ook kleine boombewonende zoogdieren en reptielen worden gevangen.

## Voortplanting
De draagtijd bedraagt circa 48 dagen.

## Verspreiding en leefgebied
De bonte kuifarend komt voor in het zuiden van Mexico (inclusief het schiereiland Yucatán), op Trinidad en Tobago en in Zuid-Amerika tot in het zuiden van Peru en in Argentinië. Het is een vogel van tropisch regenwoud die ook broedt in fragmenten regenbos van 200 ha, zelfs in de buurt van steden.
De bonte kuifarend is binnen zijn leefgebied een vrij algemene roofvogel die een solitair leven leidt. Alleen in de broedtijd worden paartjes gevormd. Het nest van de bonte kuifarend bevindt zich in een hoge boom en is opgebouwd uit takken.
De soort telt twee ondersoorten:
- S. o. vicarius: van zuidelijk Mexico tot westelijk Colombia en Ecuador.
- S. o. ornatus: van centraal Colombia tot de Guyana's tot noordelijk Argentinië.

## Status
De totale populatie werd in 2020 geschat op 50-500 duizend volwassen vogels. Het leefgebied van deze kuifarend wordt in hoog tempo ontbost, en daarom neemt de populatie in grootte af. Om die reden staat de bonte kuifarend sinds 2012 als gevoelig op de Rode Lijst van de IUCN.

## Verwanten
Nauw verwant aan de bonte kuifarend is de zwarte kuifarend (Spizaetus tyrannus). Deze solitaire roofvogel is een van de kleinere soorten kuifarenden. Het verenkleed is over het algemeen zwart van kleur, met uitzondering van de witte onderzijde. Op de staart bevat vier verticale banden. Evenals de bonte kuifarend bewoont de zwarte kuifarend laaglandbossen, aangrenzend open land en boomsavannes. Kleine vogels en zoogdieren zoals opossums en kleine vleermuizen vormen het voedsel van deze vogel. Een andere verwante soort is de zwart-witte kuifarend (Spizaetus (of Spizastur) melanoleucus), die in hetzelfde leefgebied voorkomt. Deze roofvogel is 56 tot 61 cm groot. Kleine en middelgrote zoogdieren en vogels vormen het voedsel van deze roofvogel. In moerassen worden zelfs eenden en aalscholvers gevangen.